# Nhà thờ Đức Mẹ Đồng trinh Maria ở Gelnica
Nhà thờ Đức Mẹ Đồng trinh Maria ở Gelnica (tiếng Slovakia: Kostol Nanebovzatia Panny Márie v Gelnica) là một nhà thờ Công giáo La Mã tọa lạc ở thành phố Gelnica, vùng Košice, Slovakia. Có thể nhìn thấy tòa nhà nhà thờ và đặc biệt là tòa tháp chuông từ mọi con đường dẫn vào thành phố. Nhà thờ có một bức tường kiên cố bao quanh. Nhà thờ là một trong những di tích kiến trúc lâu đời nhất của thành phố. Vào ngày 15 tháng 10 năm 1963, nhà thờ này được ghi danh vào Danh sách Di tích Trung ương theo quyết định của Bộ Văn hóa Cộng hòa Slovakia.

## Lịch sử
Văn bản lâu đời nhất đề cập đến nhà thờ có niên đại vào thế kỷ 13. Ban đầu, nhà thờ được gia đình Gelnič xây dựng theo phong cách kiến trúc Gothic và dành để tôn kính Thánh Catherine. Sau khi xây dựng xong, nhà thờ có lẽ thuộc sở hữu của dòng Đa Minh. Nhà thờ này bắt đầu được dành để tôn kính Đức Mẹ Đồng trinh Maria từ cuối thế kỷ 14, cụ thể là từ năm 1397. Nhà thờ đã được Giáo hội Tin lành sử dụng sau cuộc Kháng Cách trong khoảng thời gian 1517 - 1671. Sau đó, nhà thờ được trả lại cho Giáo hội Công giáo.